# Critics’ Choice Super Award/Bester Actionfilm

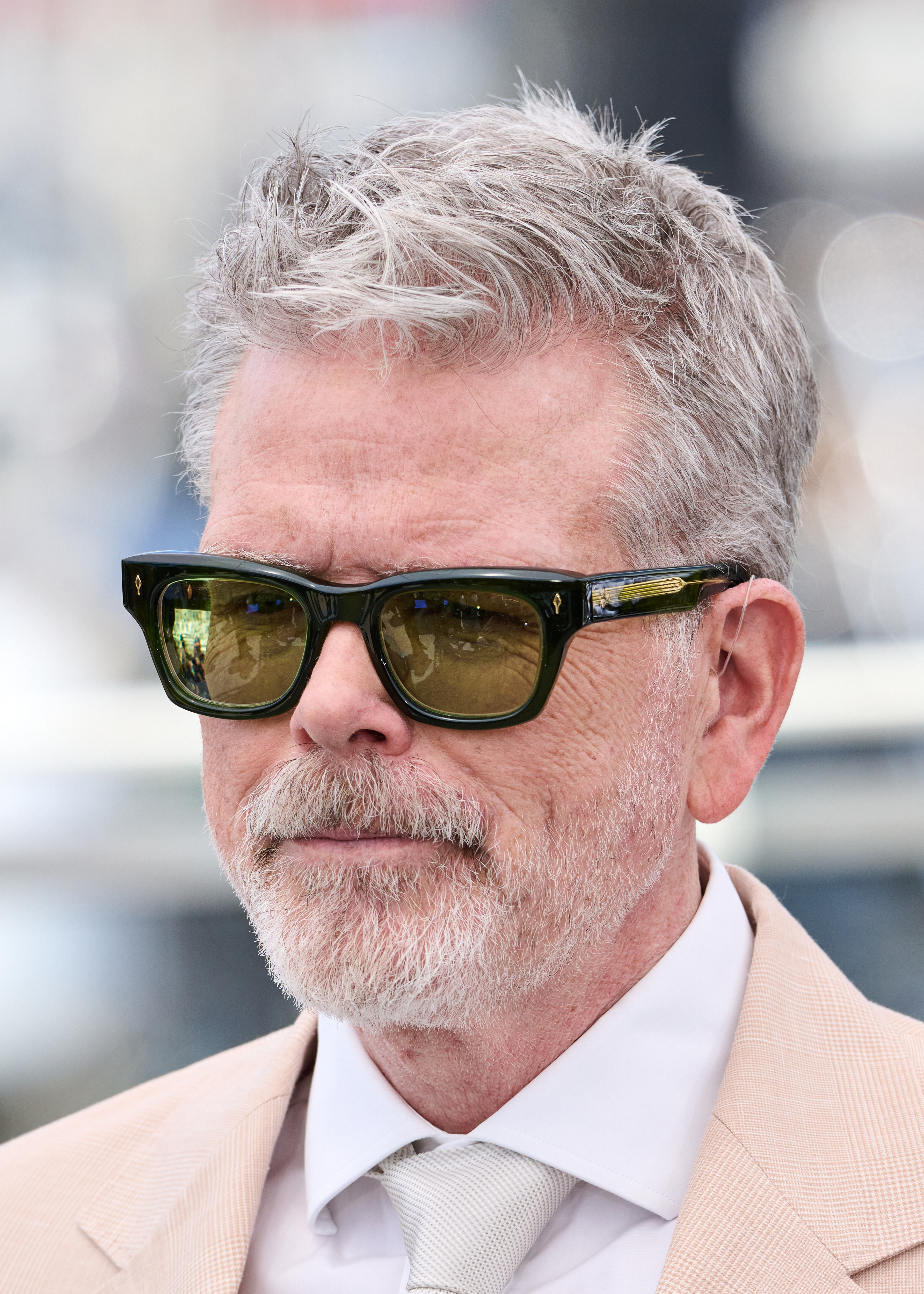
Christopher McQuarrie, Regisseur des 2025 prämierten Films Mission: Impossible – The Final Reckoning

Der Critics’ Choice Super Award in der Kategorie Bester Actionfilm (Originalbezeichnung: Best Action Movie) ist eine der Auszeichnungen, die jährlich in den Vereinigten Staaten von der Critics Choice Association (CCA) verliehen werden. Mit ihr werden die Produzenten der besten Actionfilme des vergangenen Jahres geehrt. Die Kategorie wurde 2021 ins Leben gerufen.

## Statistik
Die Kategorie Bester Actionfilm wurde zur ersten Verleihung im Januar 2021 geschaffen. Seitdem wurden an 13 verschiedene Produzenten eine Gesamtanzahl von 15 Preisen in dieser Kategorie verliehen. Die ersten Preisträger waren Jon Kilik, Spike Lee, Beatriz Levin und Lloyd Levin, die 2021 für die Produktion von Da 5 Bloods ausgezeichnet wurden. Die bisher letzten Preisträger waren Tom Cruise und Christopher McQuarrie, die 2025 für die Produktion von Mission: Impossible – The Final Reckoning geehrt wurden.
| Statistik                          | Produzent             | Anzahl | Jahre              |
| ---------------------------------- | --------------------- | ------ | ------------------ |
| Häufigste Auszeichnung             | Tom Cruise            | 2      | 2023, 2025         |
|                                    | Christopher McQuarrie | 2      | 2023, 2025         |
| Häufigste Nominierungen (* = Sieg) | David Leitch          | 3      | 2022, 2023, 2025   |
|                                    | Kelly McCormick       | 3      | 2022, 2023, 2025   |
|                                    | Tom Cruise            | 3      | 2023*, 2024, 2025* |
|                                    | Christopher McQuarrie | 3      | 2023*, 2024, 2025* |
| Häufigste Nominierungen ohne Sieg  | David Leitch          | 3      | 2022, 2023, 2025   |
|                                    | Kelly McCormick       | 3      | 2022, 2023, 2025   |

## Gewinner und Nominierte
Die unten aufgeführten Filme werden mit ihrem deutschen Verleihtitel (sofern ermittelbar) angegeben, danach folgt in Klammern in kursiver Schrift der fremdsprachige Originaltitel. Die Nennung des Originaltitels entfällt, wenn deutscher und fremdsprachiger Filmtitel identisch sind. Die Gewinner stehen hervorgehoben in fetter Schrift an erster Stelle.
2021
Da 5 Bloods – Produktion: Jon Kilik, Spike Lee, Beatriz Levin und Lloyd Levin
Bad Boys for Life – Produktion: Doug Belgrad, Jerry Bruckheimer und Will Smith
Tyler Rake: Extraction (Extraction) – Produktion: Eric Gitter, Chris Hemsworth, Mike Larocca, Anthony Russo, Joe Russo und Peter Schwerin
Greyhound – Schlacht im Atlantik (Greyhound) – Produktion: Gary Goetzman
The Hunt – Produktion: Jason Blum und Damon Lindelof
Mulan – Produktion: Chris Bender, Tendo Nagenda, Jason T. Reed und Jake Weiner
The Outpost – Überleben ist alles (The Outpost) – Produktion: Marc Frydman, Jeffrey Greenstein, Yariv Lerner, Paul Merryman, Paul Tamasy, Les Weldon und Jonathan Yunger
Tenet – Produktion: Christopher Nolan und Emma Thomas
2022
Keine Zeit zu sterben (No Time to Die) – Produktion: Barbara Broccoli und Michael G. Wilson
Gunpowder Milkshake – Produktion: Alex Heineman und Andrew Rona
The Harder They Fall – Produktion: Lawrence Bender, Jay-Z, James Lassiter und Jeymes Samuel
The Last Duel – Produktion: Ben Affleck, Matt Damon, Jennifer Fox, Nicole Holofcener, Ridley Scott und Kevin J. Walsh
Nobody – Produktion: Braden Aftergood, David Leitch, Kelly McCormick, Bob Odenkirk und Marc Provissiero
Cash Truck (Wrath of Man) – Produktion: Ivan Atkinson, Bill Block und Guy Ritchie
2023
Top Gun: Maverick – Produktion: Jerry Bruckheimer, Tom Cruise, David Ellison und Christopher McQuarrie
Bullet Train – Produktion: Antoine Fuqua, David Leitch und Kelly McCormick
RRR – Produktion: D. V. V. Danayya
Massive Talent (The Unbearable Weight of Massive Talent) – Produktion: Kristin Burr, Nicolas Cage, Mike Nilon und Kevin Turen
The Woman King – Produktion: Maria Bello, Viola Davis, Cathy Schulman und Julius Tennon
2024
John Wick: Kapitel 4 (John Wick: Chapter 4) – Produktion: Basil Iwanyk, Erica Lee und Chad Stahelski
Tyler Rake: Extraction 2 (Extraction 2) – Produktion: Eric Gitter, Sam Hargrave, Chris Hemsworth, Mike Larocca, Patrick Newall, Anthony Russo, Joe Russo, Angela Russo-Otstot und Peter Schwerin
Indiana Jones und das Rad des Schicksals (Indiana Jones and the Dial of Destiny) – Produktion: Simon Emanuel, Kathleen Kennedy und Frank Marshall
Mission: Impossible – Dead Reckoning – Produktion: Tom Cruise und Christopher McQuarrie
Sisu – Produktion: Petri Jokiranta
2025
Mission: Impossible – The Final Reckoning – Produktion: Tom Cruise und Christopher McQuarrie
Civil War – Produktion: Gregory Goodman, Andrew Macdonald und Allon Reich
The Fall Guy – Produktion: Guymon Casady, Ryan Gosling, David Leitch und Kelly McCormick
Monkey Man – Produktion: Ian Cooper, Christine Haebler, Basil Iwanyk, Erica Lee, Anjay Nagpal, Dev Patel, Jordan Peele, Win Rosenfeld, Samarth Sahni und Jomon Thomas
Rebel Ridge – Produktion: Neil Kopp, Jeremy Saulnier, Vincent Savino und Anish Savjani
Warfare – Produktion: Andrew Macdonald, Matthew Penry-Davey, Allon Reich und Peter Rice